# St. Pankratius (Gescher)

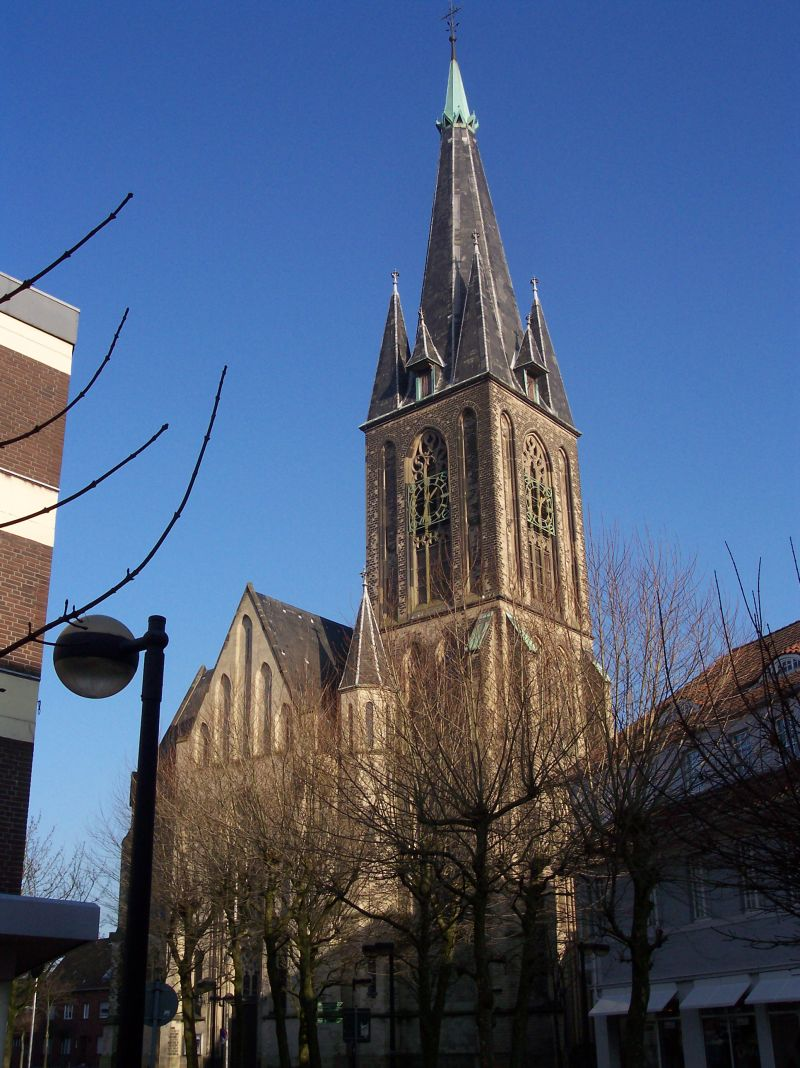
Pfarrkirche St. Pankratius

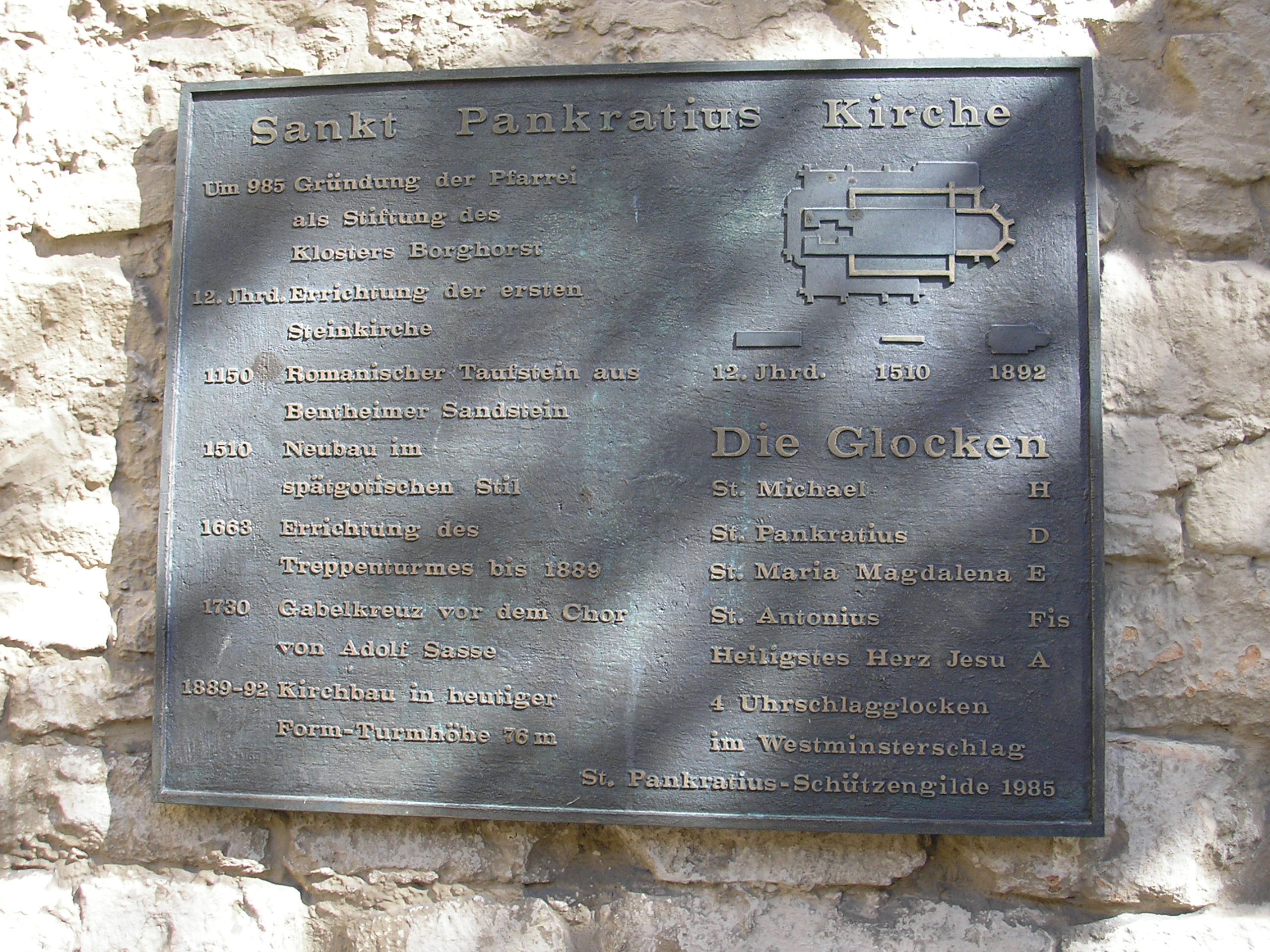
Bronzetafel an der Kirche mit Abriss zur Geschichte, Grundriss des Gebäudes und Hinweis auf die Glocken

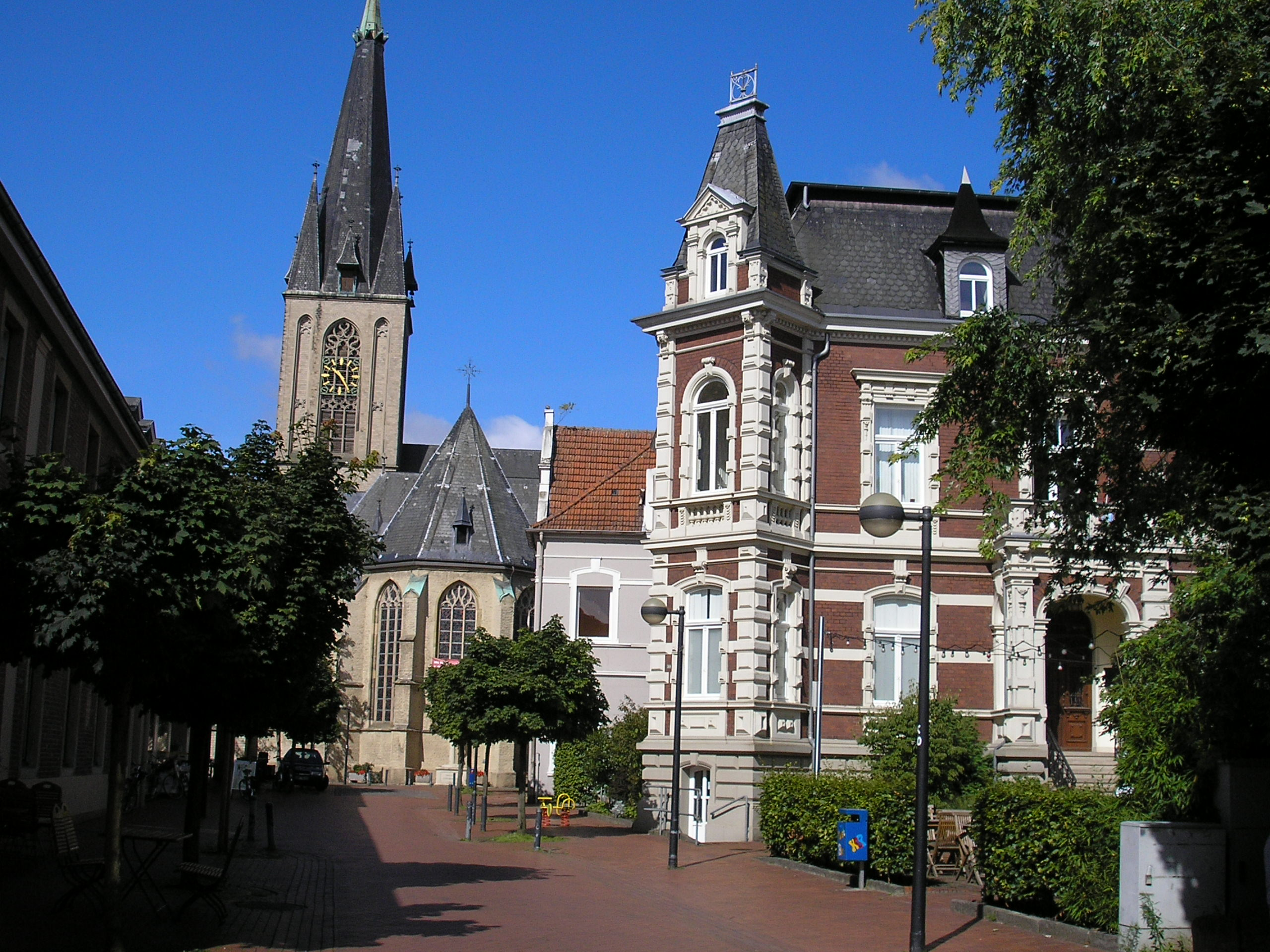
Choransicht

Die römisch-katholische Pfarrkirche St. Pankratius ist ein denkmalgeschütztes Kirchengebäude in Gescher, im Kreis Borken in Nordrhein-Westfalen. Die Kirche ist dem römischen Märtyrer Pankratius gewidmet.

## Geschichte und Architektur
Die Pfarre Gescher, auch Gascheri genannt, war dem Archidiakonat uppen Brame zugehörig und ist eine Tochtergründung von Stadtlohn. Sie wurde 1229 erstmals urkundlich erwähnt. Bis zum 14. Jahrhundert bekam der Pfarrer von Stadtlohn den Zehnten von hier. Zunächst übte der Dompropst von Gescher das Archidiakonat aus und dann der Archidiakon von Winterswijk. Die Kirche ist eine Eigenkirche des Stiftes Borghorst, die Gründung erfolgte wohl zwischen 968 und 1023.
Die große, im Kern spätgotische und neugotisch überformte Hallenkirche wurde aus Back- und Naturstein errichtet. Der Westriegel ist asymmetrisch. Nach einer Bezeichnung an der Chortür wurde die dreijochige Halle mit Chorjoch im 5/8 Schluss von Henric de Suer in der Zeit zwischen 1490 und 1510 aus Werkstein errichtet. Sie steht auf den Fundamenten einer romanischen Vorgängerkirche. Die Sakristei stand an der Nordseite. Von 1889 bis 1891 wurden das westliche Joch und der spätromanische Westturm abgebrochen. Nach Plänen des Architekten Hertel wurde das Gebäude, unter Beibehaltung der vorhandenen Maßverhältnisse, um zwei Joche nach Westen erweitert. Den Seitenschiffen des zweiten und dritten Joches wurden im Süden und Norden erneut zwei Seitenschiffe angefügt, so dass je zwei Seitenschiffjoche ein Quadrat bildeten. An das westliche Mitteljoch lehnen sich querhausartig zwei quadratische Räume an. Über den südlichen erhebt sich der Turm, der nördliche ist mit in den Kirchenraum einbezogen. Nur das östliche Joch und der Chor blieben unverändert erhalten.
Der Außenbau wirkt kompakt, in Details wie z. B. bei den in gemeinsamen Gewänden zusammengefassten Portalen oder den Maßwerkfenstern sieht man die Beeinflussung durch Gebäude am Niederrhein. Durch den hochaufragenden Turm, den vorgezogenen Portalgiebel und das nördliche Querhaus wird der Blick auf das sich anschließende Kirchengebäude verdeckt. Der Giebel des Portals ist durch fünf Blendnischen geschmückt. Die Querhausgiebel sind ähnlich gestaltet. In der Höhe des ersten östlichen Joches ist deutlich die Baunaht zu sehen, an der die alte Kirche mit der neuen verbunden wurde.
Der komplexe Innenraum verengt sich zum Chor hin zunehmend. Im Mittelschiff ruhen Sterngewölbe über schlanken, kämpferlosen Rundpfeilern, mit hohen achteckigen Sockeln. In die schmalen Seitenschiffe wurden Netzgewölbe über figürlichen Konsolen eingezogen. Die Konsolenfiguren sind in der Tracht des 16. Jahrhunderts gekleidet. Der Innenraum wird durch hohe, in die Seitenschiffwände eingelassene, mit Fischblasenmaßwerk geschmückte Spitzbogenfenster beleuchtet.
Im Jahr 2004 wurde St. Pankratius Pfarrkirche der Kirchengemeinde St. Pankratius und St. Marien, welche die 1954 abgepfarrte und 2010 profanierte Kirche St. Mariä Himmelfahrt sowie einige Kapellen umfasst.

## Ausmalung
Auf die verputzten Chorwände ist in blassen Pastellfarben ein Vorhang aufgemalt, der mit Kreuz- und Karomotiven verziert ist. Unterhalb der Chorfenster wiederholen sich die gemalten Fenster in gelb-blau-beigen Farbtönen.

## Turm
Der alte Turm von zwei Stockwerken war aus Backstein gemauert. Im Zusammenhang mit der Errichtung des neuen Kirchenschiffes wurde ein drittes Stockwerk aufgemauert, in dem die Glocken aufgehängt sind. Die Wände sind durch große, rundbogige Fensteröffnungen gegliedert. Der Glockenturm erhebt sich über dem südlichen Querhaus. Der achtseitige Helm besitzt Dachgauben in zwei Zonen und an den Ecken vier quadratische, steil aufsteigende Pyramidenspitzen.

## Ausstattung

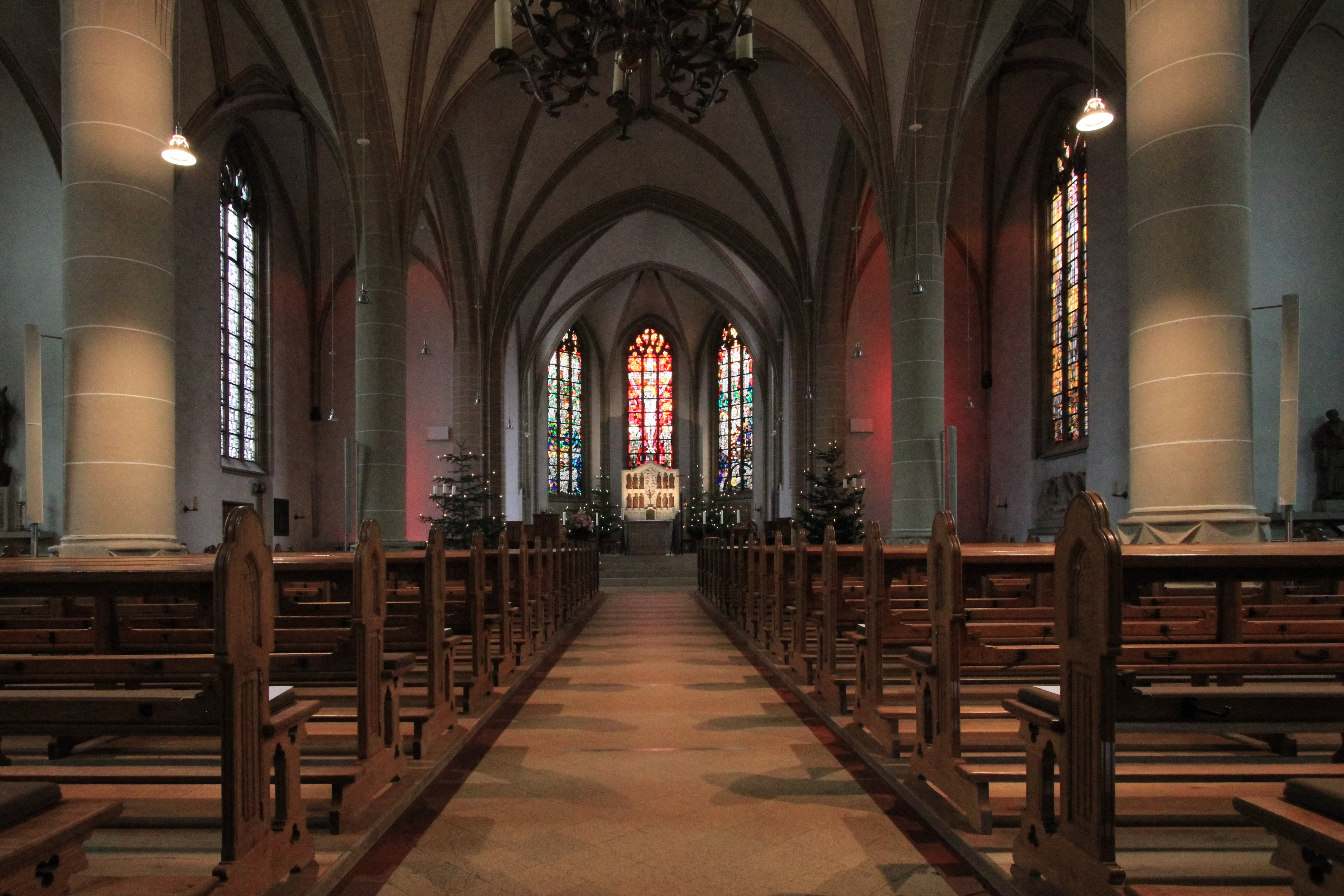
Inneres mit Blick in die Chorapsis

### Altäre

#### Altarretabel mit Apostelfiguren
Das Steinretabel mit Tabernakel im Chor steht anstelle eines früheren neugotischen Hochaltars aus Sandstein. Es wurde 1962 von Elmar Hillebrand aus Köln aufgestellt. Mittelpunkt ist Christus am Kreuz, umgeben von Weinranken. Rechts und links davon stehen in zwei Reihen die zwölf Apostel. Die derben Figuren aus dem dritten Viertel des 15. Jahrhunderts stammen wohl aus der Liesborner Gegend. Elf der Figuren befinden sich noch im ursprünglichen Zustand, die Figur des Phillippus wurde ergänzt.

#### Zelebrationsaltar
Der Zelebrationsaltar ist der Altarwand vorgestellt. Auch er ist eine Arbeit von Hillebrand. Der Altarstein ist ein fast quadratischer Block. Auf ihm liegt eine schwarze Marmorplatte mit eingemeißelten Weihekreuzen, die schön verziert sind.

#### Ehemalige Altäre
Bis 1935 standen an den Stirnwänden der ehemaligen Seitenschiffe zwei neugotische Seitenaltäre aus Holz. An den Stirnseiten der 1888 angebauten Seitenschiffe standen kleine Devotionsaltäre.

### Sonstige Ausstattung
- An der Außenwand des Chores befindet sich ein Gabelkreuz aus Sandstein. Es wurde im zweiten Viertel des 18. Jahrhunderts von Adolf Sasse aus Coesfeld hergestellt.
- Über der Tür des südlichen Turmeinganges hängt ein Tympanon mit der Darstellung von Maria mit dem Kind, an den Seiten sind der hl. Pankratius und die hl. Maria Magdalena zu sehen.
- Das Chorgestühl stammt aus neuerer Zeit, es besteht aus halbhohen Sitzbänken und vorgestellten Kniebänken. Es handelt sich hierbei um ehemalige Kommunionbänke. Die Wangen der Kniebänke sind mit den Halbrelieffiguren der Apostel Petrus und Paulus verziert, denen allerdings die Attribute fehlen. Die Reliefs sind von der ehemaligen Kanzel, die 1982 abgebaut wurde.
- Der wuchtige romanische Taufstein steht vor der nördlichen Stirnseite, er ist dem Bentheimer Typus zugeschrieben. Er wurde am Ende des 11. oder am Anfang des 12. Jahrhunderts angefertigt und ist somit das älteste erhaltene Ausstattungsstück der Kirche. Das zylindrische Becken zeigt flache Ranken- und Tauornamente. Das Becken steht auf einem runden Fuß, der von vier Löwen getragen wird. Der runde, mit einer Taube verzierte Deckel, ist eine Arbeit von G. H. Bücker.

### Orgel

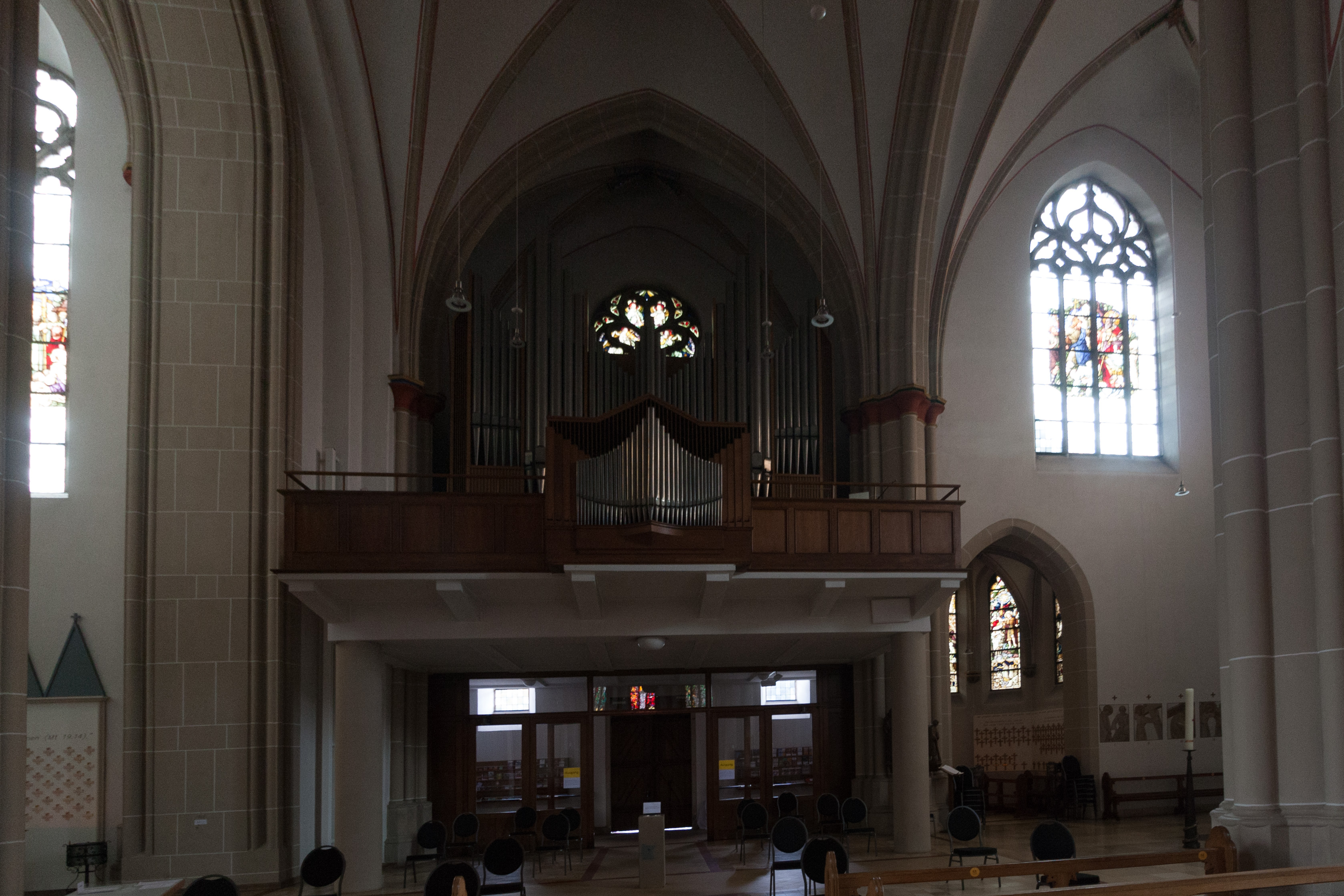
Die Stockmann-Orgel

1620 baute Judokus Schmitz eine neue Orgel für die Stiftskirche in Borghorst. Diese war allerdings schon 1681 in einem so schlechten Zustand, dass die Äbtissin das Instrument für 50 Taler an die Kirche in Gescher verkaufte. Orgelbauer Moritz Hermann Böntrup aus Schöppingen baute die Orgel ab, reparierte sie und stellte sie wieder auf. Die zukünftig notwendigen Wartungen übernahm zunächst der Meister Mertens aus Vreden und ab 1788 der Meister Heilmann aus Herbern. Der Orgelbauer Schmitz aus Wesel führte 1819 eine notwendig gewordene Reparatur durch, eine weitere Reparatur erfolgte 1836 durch Johann Kesting, genannt Vorweg. Der Orgelbauer Weinrich aus Heiligenstadt baute 1860 eine neue Orgel. Eine weitere, von Fleiter aus Münster gebaute Orgel wurde 1892 aufgestellt und 1926 auf 34 Register erweitert. Die heutige Orgel wurde im Juli von der Firma Stockmann aus Werl angefertigt. Zunächst hatte sie 33 Register, durch mehrere Erweiterungen, zuletzt 2014, besitzt sie 42 Register auf drei Manualen sowie Pedal. Die Registernamen wurden dabei von französisch auf deutsch geändert. Der 2004 neu gebaute Spieltisch hat bereits ein viertes Manual für ein künftiges Bombardenwerk. Die Orgel hat elektrischen Kegelladen. Die Disposition lautet:
| I Rückpositiv C–g3 |                 |       |
| 1.                 | Rohrflöte       | 8′    |
| 2.                 | Holzquintade    | 8′    |
| 3.                 | Kleinprinzipal  | 4′    |
| 4.                 | Koppelflöte     | 4′    |
| 5.                 | Schwiegel       | 2′    |
| 6.                 | Quinte          | 1 ⁄3′ |
| 7.                 | Sesquialter 3f. | 2 ⁄3′ |
| 8.                 | Scharff 4f.     | 1′    |
| 9.                 | Dulzian         | 16′   |
| 10.                | Krummhorn       | 8′    |
|                    | Tremulant       |       |

| II Hauptwerk C–g3 |                  |       |
| 11.               | Prinzipal        | 16′   |
| 12.               | Pommer           | 16′   |
| 13.               | Prinzipal        | 8′    |
| 14.               | Spitzgamba       | 8′    |
| 15.               | Singend Gedackt  | 8′    |
| 16.               | Oktave           | 4′    |
| 17.               | Spillpfeife      | 4′    |
| 18.               | Nachthorngedackt | 4′    |
| 19.               | Quinte           | 2 ⁄3′ |
| 20.               | Oktave           | 2′    |
| 21.               | Rauschpfeife 4f. |       |
| 22.               | Mixtur 6-8f.     | 2′    |
| 23.               | Trompete         | 16′   |
| 24.               | Trompete         | 8′    |

| III Schwellwerk C–g3 |                 |    |
| 25.                  | Prinzipal       | 8′ |
| 26.                  | Weidenpfeife    | 8′ |
| 27.                  | Gedackt         | 8′ |
| 28.                  | Weitprinzipal   | 4′ |
| 29.                  | Violflöte       | 4′ |
| 30.                  | Blockflöte      | 2′ |
| 31.                  | Schweizerpfeife | 1′ |
| 32.                  | Mixtur 4f.      |    |
| 33.                  | Trompete        | 8′ |
| 34.                  | Oboe            | 8′ |
|                      | Tremulant       |    |

| IV Bombardenwerk C–g3 |                         |
|                       | (noch nicht realisiert) |

| Pedal C–f1 |               |     |
| 35.        | Prinzipalbass | 16′ |
| 36.        | Subbass       | 16′ |
| 37.        | Oktavbass     | 8′  |
| 38.        | Spitzgedackt  | 8′  |
| 39.        | Choralbass    | 4′  |
| 40.        | Piffard 3f.   | 2′  |
| 41.        | Posaune       | 16′ |
| 42.        | Posaune       | 4′  |

- Koppeln:
  - Normalkoppeln: II/I, III/I, I/II, III/II, I/P, II/P, III/P
  - Suboktavkoppel: II/I
- Spielhilfen: 5000fache Setzeranlage, Sequenzer

### Glocken
Die fünf Bronze-Glocken des heutigen Geläuts wurden 1949 gegossen und im Turm aufgehängt. Sie wurden von der in Gescher ansässige Glockengießerei Petit & Edelbrock gefertigt.
| Nr. | Name                   | Durchmesser | Gewicht | Schlagton |
| --- | ---------------------- | ----------- | ------- | --------- |
| 1   | Michaelsglocke         | 1700 mm     | 3162 kg | h°        |
| 2   | Pankratiusglocke       | 1400 mm     | 1720 kg | d'        |
| 3   | Maria-Magdalena-Glocke | 1240 mm     | 1227 kg | e'        |
| 4   | Antonius-Glocke        | 1100 mm     | 828 kg  | fis'      |
| 5   | Herz-Jesu-Glocke       | 910 mm      | 471 kg  | a'        |

Neben dem fünfstimmigen Geläut gibt es vier Uhrenschlagglocken, die mit dem Westminsterschlag die Uhrzeit anzeigen.